# Otto IV. (Oldenburg-Delmenhorst)
Otto IV. von Oldenburg–Delmenhorst (* 1367; † 1418) war Graf von Delmenhorst aus dem Haus Oldenburg.

## Herkunft und Regentschaft
Ottos Eltern waren der Graf Christian der Jüngere von Oldenburg–Delmenhorst (1335–1367) und dessen Frau Gräfin Heilwig von Hoya.
Da sein Großonkel Graf Otto III. von Delmenhorst kinderlos war, wurde Otto bereits früh als dessen Nachfolger vorgesehen. Nach dem Tod seines Vaters agierten seine Mutter sowie Otto III. und sein Großonkel Christian, Domherr in Bremen, als Vormünder, so etwa 1371 bei der Beurkundung des Delmenhorster Stadtrechts.
Etwa im Oktober 1380 trat er die Regentschaft über die Grafschaft Delmenhorst an, die zu diesem Zeitpunkt hoch verschuldet war. Otto, der sich nun im Konflikt mit seinem Großonkel Christian und den diesen unterstützenden Hoyaer Grafen um die Herrschaft befand, verbündete sich daraufhin mit der Stadt Bremen, der er ein Viertel der Herrschaft Delmenhorst und die Hälfte des Schlosses und des Weichbildes der Stadt verpfänden musste. Für die Verwaltung des Pfandbesitzes wurde er dann selbst als bremischer Amtmann eingesetzt und konnte damit seine Herrschaft zunächst sichern. In der Folge wurde er durch eine weitere, kostspieligen Fehde mit Graf Otto III. von Hoya vorübergehend aus Delmenhorst verdrängt. Wiederum zur Tilgung einer hohen Schuldenlast war Otto 1404 gezwungen, weitere Teile seiner Herrschaft an seinen entfernten Verwandten Graf Moritz II. von Oldenburg zu verpfänden. Da Otto auch noch seine Tochter Adelheid († 1407) mit Graf Dietrich von Oldenburg († 1440) verheiratete, konnte er die Verbindung zum Oldenburger Stammhaus zunächst verstärken. Später näherte sich Otto politisch dem Erzbistum Bremen an. Zusammen mit seinem in den geistlichen Stand getretenen Sohn Nikolaus (um 1401–1447) verpfändete er am 7. Januar 1414 seine Herrschaft Delmenhorst an das Erzstift Bremen für 3000 Mark, die sie diesem schuldeten. Als Gegenleistung für die Verpfändung setzte Otto nach dem Tode des damaligen Amtsinhabers die Wahl von Nikolaus zum Bremer Erzbischof durch das Domkapitel durch, die schließlich am 16. Januar 1421 auch erfolgte.
Otto repräsentierte die vierte Generation der sogenannten Älteren Linie Delmenhorst, deren Angehörige als eigenständige Nebenlinie des Oldenburger Grafenhauses seit 1278 der Grafschaft Delmenhorst vorstanden. Trotz erheblicher Schulden, Familienstreitigkeiten, Ansprüche verwandter Grafen und benachbarter geldgebender Mächte gelang es Otto nochmals, sein kleines Territorium für seine Regentschaft zu sichern.

## Familie
Otto heiratete Richarda von Tecklenburg. Aus der Ehe entstammte der Sohn Nikolaus, der zunächst die Nachfolge seines Vaters antrat, dann die Grafschaft Delmenhorst allerdings am 20. Dezember 1420 dem Erzstift Bremen endgültig übertrug, um diese dann als Lehen zurück zu empfangen. Mit Nikolaus endete daher die selbstständige Nebenlinie.